# Henry Darger
Henry Darger (Chicago, 12 aprile 1892 – Chicago, 13 aprile 1973) è stato uno scrittore e illustratore statunitense, che lavorò come custode nell'area di Chicago.
La sua opera più famosa è un manoscritto fantastico di oltre 15000 pagine chiamato The story of the Vivian girls, in What is known as the Realms of the Unreal, of the Glandeco-Angelinnian War Storm, Caused by the Child Slave Rebellion reintitolato in tempi recenti semplicemente The Realms of Unreal.
L'imponente opera è costellata da centinaia di illustrazioni ad acquarello. Il manoscritto è stato ritrovato dopo la morte di Darger da un suo vicino di casa. A causa della sua vita ritirata, lontana non solo da qualsiasi movimento artistico ma dal mondo reale, Darger è considerato uno dei maggiori esempi di Outsider art.

## Biografia
Darger nacque nel 1892. Si presume che la data esatta sia il 12 aprile anche se non è stato trovato nulla che lo confermi. Si sa però, dai registri della Contea di Cook, che nacque a casa, al numero 350 della 24ª strada. Nel 1913 vide la distruzione di Countrybrown, Illinois da parte di un tornado.
All'età di quattro anni sua madre Rose (nata Fullman) morì di un'infezione puerperale dopo aver dato alla luce una bimba, che venne poi adottata. Darger non conobbe mai sua sorella. Il biografo John MacGregor scoprì in seguito che Rose, prima di Henry, aveva avuto altri due figli, dei quali però non si sa nulla.
Come rivelato da Darger stesso, suo padre Henry Senior fu molto benevolo con lui. I due vissero assieme fino al 1900, quando l'anziano e disabile Henry fu portato in un ospizio della Missione Cattolica, e suo figlio in un ricovero cattolico per ragazzi.
Nel 1905 Henry Darger morì, e nello stesso anno il figlio venne trasferito in un manicomio in quanto "infermo mentale". La prima diagnosi della sua malattia diceva che "il cuore di Henry fosse nel posto sbagliato", mentre la seconda sosteneva si trattasse di masturbazione.
Passò una lunga fase in cui sentiva la necessità di emettere strani rumori, come spesso capita a chi soffre della Sindrome di Tourette. Le pratiche del manicomio Lincoln includevano lavori forzati e severe punizioni, che Darger ha poi sublimato nella sua opera The Vivian Girls. Nei suoi scritti ha poi scritto di aver trascorso anche dei bei momenti, e che ebbe sia amici che nemici.
Nel frattempo, gli venne data la notizia della morte del padre, e iniziò una serie di tentativi di fuga dall'istituto, che si conclusero con successo nel 1908. Sedicenne, tornò a Chicago dove trovò un umile impiego in un ospedale cattolico, che gli permise di procurarsi di che vivere per i successivi cinquant'anni.
Eccetto che per una breve esperienza nell'esercito, la sua vita fu monotona; seguiva la messa quotidianamente, anche cinque volte al giorno; raccoglieva spazzatura dalle strade; si vestiva in modo sciatto pur cercando di mantenere sempre i vestiti puliti e in buone condizioni. Visse una vita da solitario. Il suo unico amico, William Schloeder, condivideva con lui l'idea di proteggere i bambini che avevano subito abusi o erano stati trascurati, e insieme fondarono la "Children's Protective Society", con lo scopo di mettere in adozione questi bambini e affidarli a famiglie migliori. Schloeder lasciò Chicago a metà degli anni '30.
Nel 1930, Darger si trasferì in una camera al secondo piano di un palazzo nella parte nord di Chicago. In questa casa venne scoperta, quarant'anni dopo, l'opera frutto della vita segreta di Darger.
I padroni di casa, Nathan e Kiyoko Lerner, scoprirono la sua opera poco prima della sua morte, avvenuta il 13 aprile 1973 alla missione cattolica delle Sorelle della Povertà, e ne riconobbero subito il valore. Si presero cura dei beni di Darger, valorizzandone il lavoro e contribuendo a progetti di documentazione come il documentario del 2004 In the Realms of the Unreal.
Darger è diventato famoso soltanto dopo la morte.
Oggi è un grande nome di rilievo della Outsider Art; alcune sue opere sono state vendute all'asta a prezzi elevati alla New York Outsider Art Fair. Nel 2002 l'American Folk Art Museum ha aperto l'Henry Darger Study Center, dopo che la stanza in cui viveva fu smantellata.

## La storia diVivian Girls
Darger lavorò come custode all'Ospedale Cattolico, ed era un devoto cattolico. Il suo lavoro contiene molti temi religiosi, anche se trattati in modo estremamente idiosincratico.
The Story of the Vivian Girls ipotizza un grande pianeta intorno al quale la Terra orbita come fosse una luna, e dove la popolazione è cristiana, principalmente cattolica.
La storia è incentrata sulle avventure delle figlie di Robert Vivian, sette sorelle principesse della nazione cristiana di Abbiennia, che partecipano ad una eroica ribellione contro un regime di sfruttamento schiavistico dei bambini imposto dai "Glandeliniani". Questi ultimi somigliano a soldati Confederati della Guerra civile americana.
I bambini si ribellano con le armi, venendo spesso uccisi in battaglia, torturati dai capi Glandeliniani. Questa mitologia, assai elaborata, include anche una specie chiamata "Blengigomeniani" (o Blengins), esseri alati con corna ricurve che prendono occasionalmente forma umana o semiumana e che sono spesso, ma non sempre, benevoli verso le principesse.
L'idea della guerra venne ideata da Darger dalla perdita di un frammento di foto, riportante una bambina di cinque anni, Elsie Paroubek, strangolata nel 1911 il cui caso rimase irrisolto. Il biografo MacGregor avanzò l'ipotesi che Darger avesse potuto essere l'assassino, sebbene non vi siano prove in merito.
Secondo la sua autobiografia, Darger credeva che la foto fosse stata rubata durante un furto in casa sua. La foto non fu più trovata. Ne rinvenne una copia in un'emeroteca bibliotecaria, ma non riuscì ad ottenere il permesso di fotocopiarla. Come risultato, Elsie Paroubek, rinominata "Anna Aronburg," divenne un personaggio della storia: in Vivian Girls, l'assassinio della schiava ribelle Anna Aronburg è definito come il più scioccante omicidio infantile mai causato dal governo Glandeliniano ed è causa della guerra.
Attraverso le loro sofferenze, le principesse riescono a far trionfare i valori cristiani. Darger scrisse e disegnò due finali alla storia: in uno trionfano le ragazze, nel secondo vengono sconfitte dal regno ateo dei Glandeliniani.
Le figure umane di Darger erano disegnate principalmente ricalcando immagini da riviste e libri per bambini, o a volte tramite collage e ingrandimenti fotografici.
Molta della spazzatura raccolta da Darger era composta da vecchi giornali e riviste, da cui traeva materiale. Una delle sue figure preferite era la ragazza della pubblicità della Coppertone.
Darger è ricordato per il suo talento naturale per la composizione e per l'uso di colori brillanti nei suoi acquerelli. Le immagini di ardite fughe, battaglie immense e torture sono ricordi di eventi nell'iconografia cattolica; il testo trasforma i bambini in martiri eroici e santi.
Una caratteristica che mostra l'idiosincrasia nelle opere di Darger è l'apparente promiscuità sessuale e miscela di sessualità: i personaggi sono spesso mostrati svestiti, e personaggi femminili a volte portano organi sessuali maschili e viceversa. Un'ipotesi è che Darger non fosse a proprio agio con l'anatomia femminile, usandola come simbolo di potere.
Molta dell'attrazione data dai lavori di Darger era il mettere in mostra la brutalità contro i bambini. Probabilmente Darger scrisse e disegnò in questo modo somatizzando desideri subconsci; MacGregor, senza prove, afferma che Darger avrebbe potuto essere l'assassino della Paroubek, e forse anche di altri bambini; e che se anche non avesse commesso crimini, aveva una mentalità da serial killer. Darger da piccolo ebbe una storia di abusi, a cui assistette, ed è probabile che volesse semplicemente rivelare la dura verità ad una società troppo buonista che non voleva prenderne atto.
Nel 1968, Darger cercò di risalire all'origine delle sue frustrazioni: in quegli anni scrisse The History of My Life, un libro che raccoglie 206 pagine dettagliando la sua vita precedente prima di trasformarsi in 4.672 pagine di racconto a proposito di un tornado dal nome "Sweetie Pie," forse basato sulla sua esperienza a Countrybrown.
Tenne anche un diario, registrando il clima e le attività della giornata. Spesso si interessava alla piaga dei bambini abusati; l'istituzione in cui visse venne indagata per un grande scandalo poco dopo che Darger ne uscì, e avrebbe potuto aver visto vittime di abusi nell'ospedale in cui lavorò.
Il seguito di Vivian Girls, dal nome Crazy House: Further Adventures in Chicago cominciò nel 1939. È un racconto horror che tratta di una casa posseduta da demoni, fantasmi e intelligenze maligne. Bambini scompaiono per poi essere trovati uccisi brutalmente. Le sorelle Vivian e un amico maschio sono mandati ad investigare nella casa, e scoprono che l'omicidio è colpa di un fantasma maligno. Le ragazze scacciano le presenze e ripuliscono la casa.